# Drusus radovanovici
Drusus radovanovici är en nattsländeart som beskrevs av Marinkovic-gospodnetic 1971. Drusus radovanovici ingår i släktet Drusus och familjen husmasknattsländor. Utöver nominatformen finns också underarten D. r. septentrionis.